# Frank Black (personaj)
Frank Black este un personaj fictiv din serialul de televiziune Millennium. Black este personajul principal al serialului, care se concentrează pe investigația sa asupra crimelor neobișnuite, ca parte a unei organizații private de investigații, Grupul Millennium (în engleză Millennium Group). Black a apărut în toate episoadele, excepție fiind episodul „Anamneza”. Personajul a fost interpretat de Lance Henriksen pe tot parcursul seriei. Acesta este un expert criminalist independent și fost agent FBI, cu o capacitate unică de a vedea lumea prin ochii ucigașilor și criminalilor în serie, deși el spune că nu are puteri psihice.
Personajul Black a fost conceput de creatorul serialului Chris Carter ca un erou modern occidental și a fost considerat principala constantă de-a lungul schimbărilor de ton și direcție ale seriei. Henriksen a fost descris de Carter ca „prima și ultima” alegere pentru acest rol și a primit elogii ale criticii pentru interpretarea sa, inclusiv trei nominalizări la Globul de Aur.
A fost numit după Black Francis (Frank Black), membru al trupei Pixies.

## Cadru
Millennium are loc în perioada anilor de dinainte de 2000 și prezintă investigațiile unui fost agent FBI, Frank Black (Lance Henriksen), un consultant juridic care are abilitatea să pătrundă în mintea criminalilor. Frank Black lucrează pentru un grup misterios numit Grupul Millennium care îi pune la dispoziție toate resursele sale pentru rezolvarea crimelor.
Black locuiește în Seattle cu soția sa Catherine și fiica Jordan. S-a dezvăluit că Jordan a moștenit într-o anumită măsură din „cadoul” tatălui ei, sugerând că abilitățile lui Frank ar putea fi cel puțin parțial psihice, deoarece cele ale lui Jordan sunt în mod clar naturale, nu învățate.